# José Luis Carpene
José Luis Carpene apodado "el Nene" (Argentina, siglo XX) es un exfutbolista argentino.
Jugó como volante en varios clubes colombianos en los años 1980.

### Clubes
Deportes Quindío
Independiente Santa Fe
Deportivo Cali
Once Caldas